# Natalia Gavrilița
Natalia Gavrilița (Mălăiești, 21 de setembro de 1977) é uma economista, política e ex-primeira-ministra da Moldávia, onde ocupou o cargo desde 6 de agosto de 2021 até a sua renúncia em fevereiro de 2023, com Dorin Recean a sucedê-la no cargo. Foi a terceira mulher a ocupar o cargo.
Gavrilița foi anteriormente proposta como primeira-ministra por Maia Sandu em fevereiro de 2021, mas foi rejeitada pelo PSRM que é maioria parlamentar. Ela foi proposta mais uma vez em agosto de 2021, após as eleições parlamentares de 2021, e foi aprovada junto com seu gabinete.
Nas eleições parlamentares de 2021, Gavrilița também foi eleita para o Parlamento da Moldávia em nome do Partido da Ação e da Solidariedade (PAS). Ela serviu anteriormente como ministra das finanças de junho de 2019 a novembro de 2019 no gabinete de Sandu, quando esta última atuou como primeira-ministra.
A Natalia Gavrilita, demitiu-se do cargo de primeiro ministro da Moldávia, provocando a queda do Governo, justificando a decisão com as várias crises causadas pela invasão russa da Ucrânia.

## Educação
Entre 1995 e 2000, Natalia Gavrilița estudou bacharelado na Universidade Estatal da Moldávia, ela é licenciada em Direito Internacional. Em 2003, ela participou do Programa de Bolsas de Graduação Edmund S. Muskie. Natalia Gavrilița tem mestrado em Políticas Públicas pela John F. Kennedy School of Government da Universidade Harvard.

## Carreira
Natalia Gavrilița ocupou vários cargos no serviço público da República da Moldávia e trabalhou em projetos de desenvolvimento internacional em vários países da Europa Oriental, África e Ásia.
Natalia Gavrilița, entre 2007 e 2008, trabalhou no Ministério da Economia e Infraestruturas, como Chefe do Departamento de Previsões Económicas e Programas de Desenvolvimento. De 2008 a 2009, foi Chefe da Direção de Coordenação de Políticas e Assistência Externa da Chancelaria do Estado. De 2010 a 2013, Natalia Gavrilița trabalhou para a Oxford Policy Management no Reino Unido como consultora sênior e, posteriormente, como gerente de portfólio em métodos de avaliação. Entre 2013 e 2015 foi Chefe da Casa Civil e depois Secretária de Estado do Ministério da Educação, liderada na altura por Maia Sandu. Ela também atuou como Diretora Executiva do Projeto de Reforma da Educação do Banco Mundial.
De 2015 a 2019, ela foi Diretora Administrativa do Fundo Global para Inovação, onde gerenciou uma carteira de 11 projetos inovadores com um orçamento de aproximadamente 13,5 milhões de dólares e liderou a seleção, análise, contratação e gestão de projetos de investimento em inovação para vários países em desenvolvimento em África e Ásia. Em 2019, foi Ministra das Finanças do Governo da Maia Sandu, onde se destacou por mobilizar apoio orçamental no valor de cerca de 100 milhões de dólares norte-americanos, restabelecer relações e retomar o apoio orçamental com o FMI e a União Europeia. No âmbito do Governo, elaborou o Orçamento Solidário que previa aumentos salariais para determinadas categorias de empregados, ajuda aos necessitados, aumento de abonos.
Em 2021, foi nomeada pelo Presidente da República da Moldávia como candidata ao cargo de Primeiro-Ministro da República da Moldávia, a coligação PSRM-Șor rejeitou a candidatura de Natalia Gavrilița e da equipa de ministros.
Durante a campanha eleitoral de 2021, Gavrilița apareceu em um vídeo em russo promovendo o conceito de "povo da Moldávia". Parte da imprensa afirmou que esta mensagem era moldovenista.
Após as eleições parlamentares moldavas de 2021, o Partido de Ação e Solidariedade (PAS) conquistou a maioria de 63 membros no Parlamento da República da Moldávia, sendo Natalia Gavrilița eleita também no Parlamento da República da Moldávia na lista do PAS. Em 6 de agosto de 2021, Natalia Gavrilița foi eleita Primeira-Ministra da Moldávia.
Em fevereiro de 2023, Dorin Recean foi nomeado e designado primeiro-ministro da Moldávia após a renúncia da primeira-ministra Natalia Gavrilița, após o fracasso em aprovar seu pacote de reformas.